# الملكية في المقاطعات الكندية
تشكل الملكية في كندا جوهر الديمقراطية البرلمانية في كل ولاية قضائية كندية، وهي أساس الفروع التنفيذية والتشريعية والقضائية للحكومة في كل مقاطعة. ترأس الملك تشارلز الثالث النظام الملكي منذ 8 سبتمبر 2022، وتشارك الحكم بصفته صاحب السيادة مع كل من عوالم الكومنولث والكيان الفيدرالي الكندي. يتولى الملك وبعض أفراد العائلة المالكة الكندية العديد من الوظائف العامة والخاصة في جميع أنحاء البلاد. الملك هو العضو الوحيد في العائلة المالكة الذي يملك دور دستوري.
تعتبر الموافقة الملكية وتوقيع الملك الخطي ضروريان لسن القوانين، ومنح براءات الاختراعات، وإصدار الأوامر في المجلس. يعين الحاكم العام (الممثل الفيدرالي للملك) مجموعة من النواب في المقاطعات المعنية، يولى نواب الحاكم العديد من الواجبات الملكية، ويمثلون دور الملك في هذه المقاطعات وذلك بموجب القانون الدستوري لعام 1867.
تكون مشاركة الملك في أي من مجالات الحكم محدودة وفق الشروط التقليدية للنظام الملكي الدستوري. تمنح معظم الصلاحيات ذات الصلة للبرلمانيين المنتخبين، والوزراء المعينين من قبل الملك، والقضاة، وقضاة الصلح. تكمن وظيفة الملك الحالية بضمان استمرار واستقرار الحكم، ومنع إساءة استخدام السلطة، ويمثل سلطة الناس فوق الحكومة والأحزاب السياسية بصفته صاحب السيادة والوصي على السلطات الديمقراطية.
تعود أصول الملكية في جميع المقاطعات إلى الملكية في المملكة المتحدة، أثرت الملكية الفرنسية على بعض المقاطعات وخاصةً في شرق كندا. تطورت الملكية في جميع أنحاء البلاد وتشكلت الملكية الكندية الخاصة، ممثلةً برموز فريدة لكل مقاطعة.

## الجوانب الفيدرالية والإقليمية
تكون الملكية الكندية نفسها في جميع المجالات الحكومية الكندية (الفيدرالية والإقليمية)؛ يحكم الملك بشكل غير متحيز على الأمة جمعاء، ويتولى رئاسة الدولة لا السلطة القضائية الفيدرالية أو الإقليمية. يتصرف الملك بشكل مختلف داخل كل مجال من مجالات الحكم. يتطلب أي تعديل دستوري يؤثر على الملكية موافقة بالإجماع من جميع المجالس التشريعية الإقليمية، وجميع أعضاء البرلمان الفيدرالي، بينما تتطلب بقية التعديلات موافقة الأغلبية أو الثلثين. يوجد ملكية واحدة، لكنها تعمل وفق حقوق مختلفة. لا تمنح سيادة المقاطعات من قبل الحاكم العام أو البرلمان الفيدرالي، ويمنحها التاج نفسه من خلال الممثلين القانونيين للملك في المقاطعات، ونواب الحاكم، والقيود المفروضة عليهم، يعتمد في ذلك على مشورة الوزراء الإقليميين المعنيين أو الهيئة التشريعية.

## تجسيد الدولة
صاحب السيادة العليا هو شخصية قانونية تمثل كل ولاية من الولايات الاتحادية، ويشار إليه باسم التاج، أو صاحب الجلالة، أو الملك. يعمل جميع موظفي حكومة المقاطعة لدى الملك (بما في ذلك نواب الملك والقضاة، وضباط الشرطة، وأعضاء المجالس التشريعية)، وهو الوصي على رعاية الأطفال القاصرين (حراس التاج)، وكذلك مالك جميع أراضي الدولة (أراضي التاج) والمباني والمعدات (الممتلكات التي يملكها التاج)، والشركات المملوكة للدولة، وحقوق التأليف والنشر لجميع المطبوعات الحكومية (حقوق النشر التابعة لشركة الملك). تعود هذه الممتلكات إلى أي شخص يشغل منصب الملك بصفته صاحب سيادة، تورث جميع هذه الممتلكات من قبل كل حاكم إلى الحاكم الذي يليه، ولا يمكن بيعها من قبل صاحب السيادة إلا بمشورة وموافقة مجلس الوزراء.

## الدور الدستوري
يتشابه دور التاج في المقاطعات الكندية مع دوره في الولاية القضائية الفيدرالية، ويُنظر إلى التاج على أنه مؤسسة ذات سيادة، يملك صلاحية على جميع سلطات الدولة. على عكس التاج الفيدرالي، يتمتع الملك بصلاحيات محدودة نسبيًا في المقاطعات، ويتمتع نواب الحاكم بجميع الميزات الملكية، يعين هؤلاء النواب من قبل الحاكم العام بناءً على نصيحة رئيس وزراء كندا، تجرى المشاورات عادةً مع رئيس الوزراء الإقليمي، ويبلغ الملك بقرار رئيس الوزراء قبل أن يعطي الحاكم العام توقيع الملك الخطي ويلصق ختم كندا العظيم على المهمة.

### الجانب التنفيذي
تعرّف الحكومة بموجب قانون الدستور لعام 1867، على أنها نائب الحاكم الذي يعمل بناءً على مشورة المجلس التنفيذي، ما يُعرف تقنيًا باسم نائب الحاكم في المجلس. تشمل إحدى الواجبات الرئيسية للملك ضمن المقاطعة، اختيار الشخص الذي يمكنه كسب ثقة المجلس التشريعي وتعيينه كرئيس الحكومة؛ عادة ما يكون رئيس الحكومة هو زعيم الحزب السياسي الذي يتمتع بأغلبية في المجلس التشريعي. حين لا يمتلك أي حزب أو ائتلاف أغلبية ساحقة في المجلس (يشار إليها باسم برلمان الأقلية)، يعتمد على قرار نائب الحاكم بشأن المرشح الأنسب لرئاسة الحكومة. يترأس رئيس الحكومة المجلس التنفيذي، الذي يتألف من بقية وزراء التاج، تتولى الهيئة التشريعية المنتخبة والمسؤولين عنها اختيار الوزراء، وتتجلى مهمتهم بتقديم المشورة إلى نائب الحاكم حول كيفية تطبيق الميزات الملكية، يشمل ذلك ميزة الحفاظ على سلامة الملك، ومنح الحصانة من الملاحقة القضائية، والتوسل لمنح الرحمة، وكذلك استدعاء البرلمان وإعطائه الدعوة إلى الانتخابات. يلزم اتباع المشورة الوزارية المقدمة لدى الملكية الدستورية والحكومة المسؤولة؛ الملك يسود لكنه لا يحكم. يعود الامتياز الملكي إلى التاج، وليس لأيٍ من الوزراء، قد تستخدم الشخصيات الحاكمة هذه السلطات في حالات الأزمات الدستورية الاستثنائية. تكررت هذه الاستثناءات خمس مرات، أقال نائب الملك مجلس الوزراء بسبب أزمة الثقة في الحكومة الحالية: في كيبيك في عامي 1878، و1891، وفي كولومبيا البريطانية في أعوام 1898، و1900، و1901. رفضت نائبة حاكم كولومبيا البريطانية، جوديث غويشون، نصيحة رئيس وزرائها بحل البرلمان، ودعت بدلًا من ذلك زعيم المعارضة إلى تشكيل حكومة في عام 2017.
يتولى التاج تعيين الأعضاء من مختلف الوكالات التنفيذية وبقية المسؤولين، مثل المدعي العام، والسكرتير، والمسجل في المقاطعة، وأمين الخزانة، ومفوض أراضي التاج، ومفوض الزراعة والأشغال العامة.  يحق لنائب الحاكم تعيين قضاة محاكم الوصايا فقط في نوفا سكوشا، ونيو برونزويك. يكون المحامي العام بتكليف من نائب الملك في مقاطعة كيبيك فقط. تجرى التحقيقات العامة أيضًا بتكليف من الملك أو الحاكم في المجلس من خلال أمر ملكي، وتسمى اللجان الملكية.

### البرلمان
يتكون البرلمان في كل مقاطعة من نائب الحاكم والمجلس التشريعي. تعتمد صيغة التشريع نفسها في معظم المقاطعات (كولومبيا البريطانية، وألبرتا، وساسكاتشوان، ومانيتوبا، ونيو برونزويك)، يشرع جلالة الملك القوانين بمشورة وموافقة الجمعية التشريعية للمقاطعة وفق ما يلي: يتمتع نائب الملك بحق استدعاء المجلس التشريعي وحلّه، وإسقاط أوامر إجراء انتخابات عامة، وقراءة خطاب العرش، ولا يشارك في العملية التشريعية، باستثناء منح الموافقة الملكية، الضرورية لتحويل مشروع قانون أقره المجلس التشريعي إلى قانون. يجوز لنائب الحاكم رفض الموافقة الملكية أو حجز مشروع قانون لقرار الحاكم العام، قد يؤجل نائب الملك الفيدرالي مشروع القانون إلى الملك، الذي يمكنه رفضه في غضون المهلة المحددة في الدستور. لم يحتفظ بمشروع قانون للنظر فيه من قبل الحاكم العام منذ عام 1961؛ لم ترفض الموافقة الملكية منذ أن رفضها نائب جزيرة الأمير إدوارد في عام 1935.
لا يشارك الملك في المجالس التشريعية الإقليمية بشكل واضح. التقى الملك جورج السادس مع رعاياه وعقد معهم اجتماع في غرفة المجلس التشريعي في برلمان كيبيك في عام 1939، لكنه لم يترأس الاجتماع بصفته صاحب السيادة في المجلس التشريعي. طالب رئيس وزراء كولومبيا البريطانية دبليو. أ. سي. بينيت أن تولى إليزابيث الثانية قراءة خطاب العرش عند افتتاح الجلسة البرلمانية في عام 1959، ولكن قوبل طلبه بالرفض على أساس أنه من غير الدستوري أن تفعل الملكة ذلك.